# Termoplast
Termoplast je plast, který je od určité vyšší teploty plastický – tvárný – až kapalný a po ochlazení se stane pevným, přičemž tyto teplotou dané změny tvárnosti mohou nastávat opakovaně. Opakem termoplastů jsou reaktoplasty (termosety) (např. bakelit) a elastomery (vulkanizovaný kaučuk – pryž), které po (obvykle) tepelném vytvrzení již nelze například novým ohřátím uvést znovu do tvárného stavu.
Termoplasty jsou polymery složené z lineárních makromolekul s dlouhým řetězcem. Řetězce jsou drženy u sebe pouze mezimolekulárními interakcemi (van der Waalsovým silami, vodíkovými můstky, interakcemi dipól-dipól). Při zahřívání termoplastu tyto interakce slábnou a polymer měkne, při dalším zvyšování jeho teploty může znovu zkapalnět. Termoplasty jsou v širokém rozsahu teplot viskózní kapaliny. Přesnou teplotu tání nelze určit, protože se polymer skládá z makromolekul různé délky, které přecházejí do kapalné fáze při různých teplotách. Teplotní rozsah tání běžných termoplastů se pohybuje mezi 130 °C a 260 °C. Díky tomu patří termoplasty k dobře zpracovatelným materiálům, protože je lze při těchto teplotách snadno odlévat nebo lisovat. Příklady běžných termoplastů jsou polyethylen, polystyren, polymethylmethakrylát (plexisklo), polyvinylchlorid (PVC) nebo polyamidy (např. nylon, silon).